# Hinthamereinde

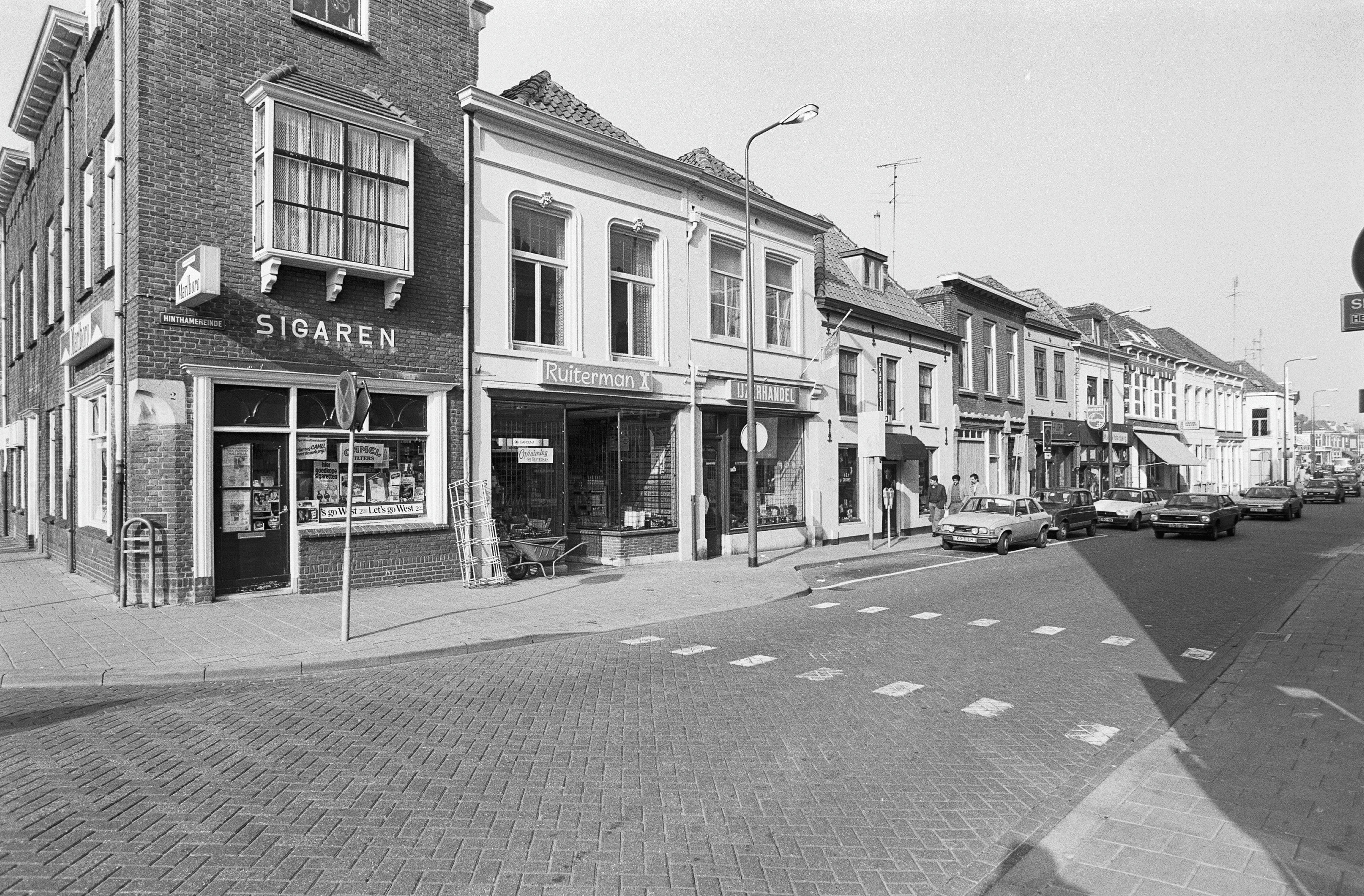

Het Hinthamereinde is een straat in de binnenstad van 's-Hertogenbosch. De straat is het verlengde van de Hinthamerstraat. Tegenwoordig ligt de straat aan de noordzijde van de Zuid-Willemsvaart. Vroeger heette het gedeelte tussen de Geerlingsebrug en de huidige Zuid-Willemsvaart ook Hinthamereinde. Thans is van dit gedeelte de naam veranderd in Hinthamerstraat.
Het Hinthamereinde had vroeger de bijnaam "Een gek eind". Deze bijnaam had het te danken aan Reinier van Arkel, die in 1442 een zinlozenhuis, zoals het in die tijd werd genoemd, had laten bouwen. Tegenwoordig is de Reinier van Arkel Groep een van de grootste psychiatrische inrichtingen van Nederland.
In 1419 is in het Hinthamereinde de stadsbrand van 1419 begonnen. Delen van het Hinthamereinde, Hinthamerstraat en de Markt liepen brandschade op. Bij deze stadsbrand zouden 112 mensen overlijden.